# الدوري القبرصي الدرجة الرابعة 1986–1987
الدوري القبرصي الدرجة الرابعة 1986–1987 هو الموسم 2 من الدوري القبرصي الدرجة الرابعة ‏. أشرف على تنظيمه اتحاد قبرص لكرة القدم، وفاز فيه Libanos Kormakiti ‏، وAchyronas Liopetriou ‏، وAEZ Zakakiou ‏.